# Camara Chantal
Camara Nanaba Chantal é uma magistrada costa-marfinense nomeada Presidente do Tribunal de Cassação - o mais alto tribunal da ordem judicial na Costa do Marfim por um decreto presidencial emitido pelo Presidente Alassane Ouattara em abril de 2019. Ela foi a primeira mulher da Costa do Marfim a presidir este tribunal superior da 3ª República. Em julho de 2011, foi nomeada Presidente da Sala Judiciária do Supremo Tribunal. Ela foi premiada com a maior medalha de honra da Costa do Marfim da Ordem Nacional pelo seu trabalho no judiciário.